# بوبي غوردون (لاعب كرة قدم أمريكية)
بوبي غوردون (بالإنجليزية: Bobby Gordon)‏ هو لاعب كرة قدم أمريكية أمريكي، ولد في 7 ديسمبر 1935 في بولاسكي في الولايات المتحدة، وتوفي في 16 أغسطس 1990 في نوكسفيل في الولايات المتحدة.

## وصلات خارجية
- بوبي غوردون على موقع مرجع كرة القدم المحترفة.كوم (الإنجليزية)
- بوبي غوردون على موقع JustSportsStats.com (الإنجليزية)
- بوبي غوردون على موقع كلية كرة القدم في سبورتس رفرنس.كوم (الإنجليزية)